# Rhyacia mus
Rhyacia mus är en fjärilsart som beskrevs av Alphéraky 1882. Rhyacia mus ingår i släktet Rhyacia och familjen nattflyn. Inga underarter finns listade.